# 海尉
海尉（かいい）とは
1. 海軍士官の階級制度が確立されておらず、Lieutenant が軍人の一階級（海軍大尉）となる以前の時代の記述に於ける訳語。
2. 現在の海上自衛隊尉官（1等海尉、2等海尉、3等海尉、准海尉）の階級の総称。

本項では1について記述する。2については「士官」、「尉官」を参照。

## 海尉の階級の位置付け
19世紀半ばに至るまで、海軍士官の階級はその配置と連動していた。
イギリス海軍においては、上位から
1. アドミラル（Admiral〈提督〉; 艦隊の指揮官）
2. コモドー[注釈 1]（Commodore〈代将〉; 戦隊〈小艦隊〉の指揮権を付与されたポスト・キャプテン）
3. ポスト・キャプテン（Post Captain〈勅任艦長（英語版）〉; 大型および中型軍艦の指揮官[注釈 2]）
4. コマンダー（Commander〈海尉艦長（英語版）〉; 小型軍艦の指揮官[注釈 3][注釈 4]）
5. コマンディング・レフテナント（Commanding Lieutenant ; 軍艦の指揮権を一時的に付与されたレフテナント）
6. レフテナント[注釈 5]（Lieutenant〈海尉〉; 軍艦の指揮権を持たない士官[注釈 6]）

となる。
フランス海軍やアメリカ海軍などのようにレフテナントの下にエンスン（Ensign）という階級を置く海軍もあった。
軍艦には艦長は1名しかいないが、艦長を補佐する士官（海尉）は複数名いるのが通常である。この場合、その中の序列は先任順（レフテナントに任官して海軍士官名簿に登録された順）に拠り、上席から1等海尉（First Lieutenant）、2等海尉（Second Lieutenant）のように呼ばれた。これはあくまで艦内（ないし海軍士官の中での）の席次である。そのため、例えば小型艦の2等海尉が士官のたくさんいる大型艦に異動すると3等以下の海尉になる、というようなこともあった。
1等海尉は艦の次席として「副長」とも呼ばれ、艦長の不在時にはその任務を代行する責任と権限を持っていた。今日でもイギリス海軍の副長は「ナンバー・ワン（Number One）」という別名で呼ばれることがある。
1766年にジェームズ・クックが金星の日面通過の観測を目的に南太平洋へ派遣された際、士官待遇だが公式の指揮権を有さない航海長から直接にコマンディング・レフテナントに任命され、エンデバー号の指揮官となった。この航海からの帰還後、功績を認められて海尉艦長に昇進した。

## 訳語としての海尉
「海尉」という訳語は、翻訳家の高橋泰邦が帆船時代を舞台にした海洋冒険小説「ホーンブロワーシリーズ」（セシル・スコット・フォレスター著）を日本語に翻訳するに当たって、当時の軍隊の階級制度のあり方が現代のそれと大きく異なっていて「大尉」「中尉」などと呼ぶのが不適切であることに気づき、「Lieutenant」の訳語として造語したものである。
その後、オーブリー&マチュリンシリーズなど帆船時代の海洋冒険小説においても、「勅任艦長」（Post Captain）、「海尉艦長」（Commander）などとともに訳語として定着した。